# Симон Прокажённый
Симон Прокажённый — персонаж Библии.
Симон жил в Вифании и, по всей вероятности, был одним из исцеленных Господом от проказы, за что и получил своё прозвище.
Он принял в своём доме Иисуса Христа в качестве почётного гостя незадолго до Его страданий и смерти, именно за два дня до Пасхи. На этой вечери Мария, сестра Лазаря, помазала миром ноги Господа в знак имевшего вскоре наступить Его погребения. От синедриона уже дано было грозное повеление тотчас давать знать ему, если узнают, где находится Господь, а всем, кто его укрывал, грозили большие неприятности.
Архимандрит Никифор на страницах «Библейской энциклопедии» написал следующие слова: «Сколько же самоотвержения, сколько любви и преданности надо было иметь ко Христу, чтобы в своем доме делать вечерю для Него, и притом только за два дня до Его страданий и смерти! Но таково свойство истинной веры, соединенной с любовью».